# Wadeline Jonathas
Wadeline Jonathas (Gonaïves, 19 de fevereiro de 1998) é uma atleta estadunidense, campeã olímpica e mundial.
Jonathas começou a carreira em janeiro de 2020. Nos Jogos Olímpicos de Verão de 2020, conquistou a medalha de ouro na prova de revezamento 4x400 metros feminino com o tempo de 3:16.85.